# Enrique Simonet
Enrique Simonet Lombardo – hiszpański malarz pochodzący z Walencji tworzący na przełomie XIX i XX wieku.
Początkowo zamierzał zostać duchownym, jednak poświęcił się malarstwu. Studiował na Królewskiej Akademia Sztuk Pięknych San Carlos w Walencji, a po jej ukończeniu przeniósł się do Malagi. Uczył się w warsztacie malarza Bernarda Ferrandiza i szybko został przyjęty do kręgu artystów w Maladze.
W 1887 wyjechał na stypendium do Rzymu. Namalował tam obraz przedstawiający męczeństwo św. Pawła, który obecnie znajduje się w Katedrze w Maladze. Podróżował po Włoszech, wielokrotnie odwiedził Paryż, a w 1890 odbył podróż po Morzu Śródziemnym. W Rzymie powstało jego najbardziej znane dzieło: Anatomia serca lub Autopsja. Odbył podróż do Ziemi Świętej, gdzie przygotował dokumentację do monumentalnego dzieła Flevit super illam, za które otrzymał wiele nagród, w tym I medal na Międzynarodowej Wystawie Sztuk Pięknych w Madrycie w 1892.

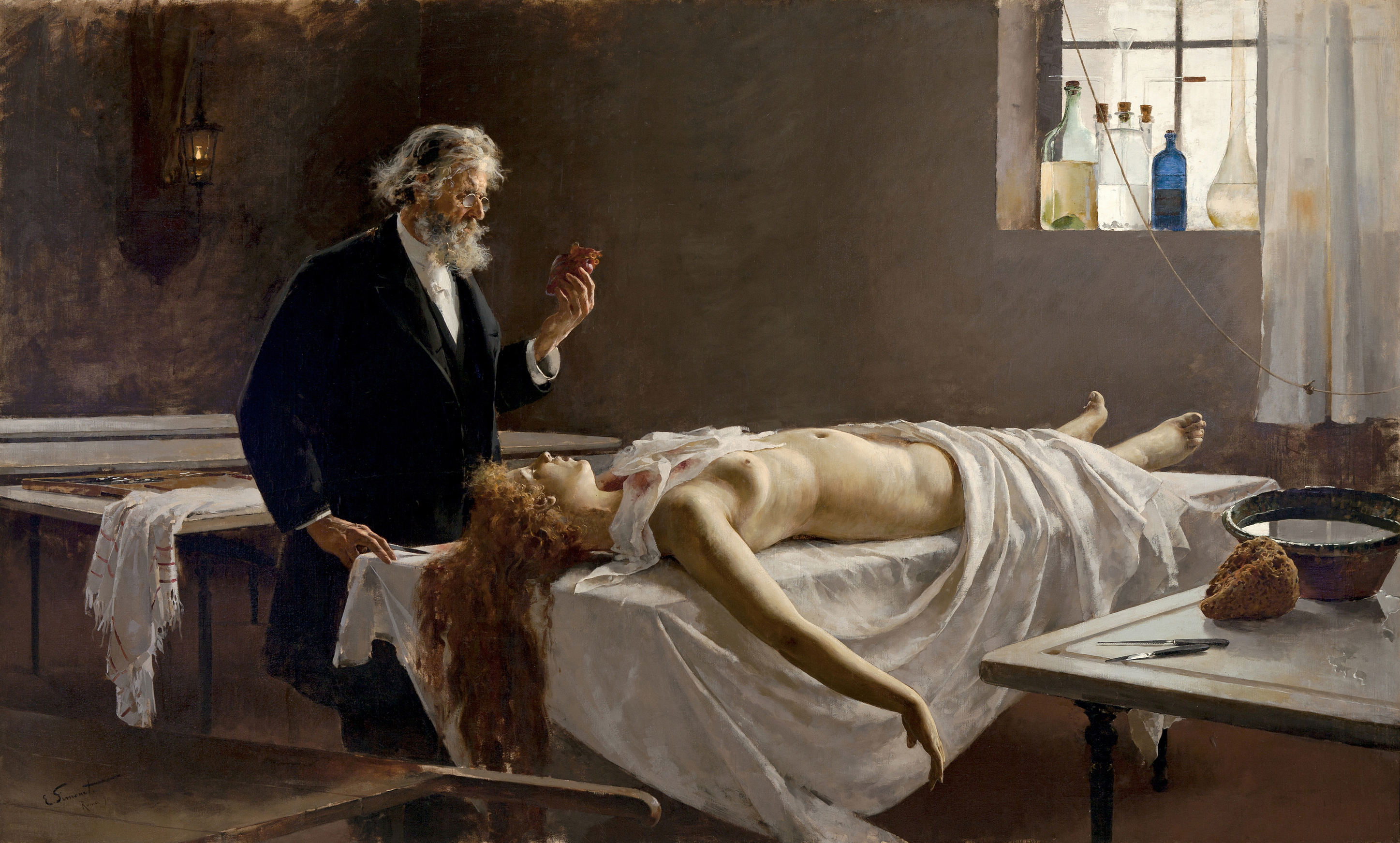
Anatomia serca lub Autopsja, 1890

W latach 1893 i 1884  odwiedził Maroko jako korespondent wojenny dla czasopisma La Ilustración Española y Americana. W 1901 zamieszkał w Barcelonie, gdzie pracował jako kierownik katedry na Królewskiej Katalońskiej Akademii Sztuk Pięknych św. Jerzego w Barcelonie. W 1911  przeniósł się do Madrytu, gdzie pracował na Królewskiej Akademii Sztuk Pięknych św. Ferdynanda. Zajmował się także malarstwem dekoracyjnym i pejzażowym.